# Scott Weinrich
Robert Scott Weinrich, detto Scott, noto anche con lo pseudonimo di Wino (Rockville, 21 settembre 1960), è un cantante e chitarrista statunitense.
Componente degli Obsessed, ha fatto parte di molti altri gruppi musicali di genere doom/stoner metal come i Saint Vitus.

## Biografia
Ha avuto numerose collaborazioni con altri artisti e gruppi, quali Saint Vitus, Spirit Caravan, The Hidden Hand e Place of Skulls.
Nel 1976 forma i The Obsessed un gruppo doom metal/stoner metal statunitense con il quale pubblicherà 5 album in studio, un EP, due live album e due raccolte.
Con i Saint Vitus pubblica 4 album, Born Too Late (1986), Mournful Cries (1988) e V (1990), un album live Live (1990), Lillie: F-65 (2012) e un EP Thirsty and Miserable (1987).
Nel 2004 ha partecipato al progetto musicale Probot, diretto da Dave Grohl, nel brano Emerald Law (voce) e nel video relativo ad un'altra canzone tratta dall'album omonimo, ovvero Shake Your Blood, filmato che registra la presenza del leader dei Motörhead Lemmy Kilmister e dell'ex batterista dei Nirvana e fondatore dei Foo Fighters, il già citato Dave Grohl.

## Gruppi
Di seguito sono riportati i gruppi musicali nei quali Weinrich ha militato, in qualità di cantante e chitarrista.
- The Obsessed (1977 - 1986, 1990 - 1995, 2011 - 2013, 2016 - presente)
- Saint Vitus (1986 - 1991, 2003, 2008–2015)
- Spirit Caravan (1996 - 2002)
- The Hidden Hand (2002 - 2007)
- Place of Skulls (2003)
- Shrinebuilder (2008 - presente)
- Wino (2009 - presente)

## Discografia

### Solista
- 2009 – Punctuated Equilibrium (voce, chitarra)
- 2010 – Adrift (voce, chitarra, basso)
- 2010 – Live at Roadburn 2009 (album dal vivo) (voce, chitarra)
- 2011 – Wino / Scott Kelly (split con Scott Kelly) (voce, chitarra)
- 2012 – Songs of Townes Van Zandt (split) (voce, chitarra, basso)
- 2020 – Bloodwing / Nibiru Dawn (split con Paul Chain) (voce, chitarra nel brano Nibiru Dawn)
- 2020 – Forever Gone (voce, chitarra, basso)

### Con i The Obsessed
- 1990 - The Obsessed
- 1991 - Lunar Womb
- 1994 - The Church Within
- 1999 - Incarnate
- 2017 - Sacred

### Con i Saint Vitus
- 1986 – Born Too Late
- 1988 – Mournful Cries
- 1990 – V
- 2012 – Lillie: F-65

### Con i Shrinebuilder
- 2009 – Shrinebuilder (voce e chitarra nei brani Solar Benediction, The Architect, Science of Anger)
- 2011 – Coextinction Release 3 (singolo)
- 2011 – Live in Europe 2010 (album dal vivo)	(voce e chitarra)

### Con i Conny Ochs
- 2012 – Heavy Kingdom (voce, chitarra)
- 2012 – Labour of Love (voce, chitarra)
- 2015 – Freedom Conspiracy (voce, chitarra)

### Con i Spirit Caravan
- 1999 – Spirit Caravan / Sixty Watt Shaman (split) (voce, chitarra)
- 1999 – Jug Fulla Sun (voce, chitarra)
- 1999 – Dreamwheel (EP) (voce, chitarra)
- 2001 – Elusive Truth (voce, chitarra)
- 2002 – So Mortal Be (singolo) (voce, chitarra)
- 2003 – The Last Embrace (raccolta) (voce, chitarra)

### Con i The Hidden Hand
- 2003 – Divine Propaganda (voce, chitarra)
- 2003 – De-Sensitized (singolo) (voce, chitarra)
- 2004 – Night Letters (split con i Wooly Mammoth) (voce, chitarra)
- 2004 – Mother Teacher Destroyer (voce, chitarra)
- 2005 – Devoid of Color (EP) (voce, chitarra)
- 2007 – The Resurrection of Whiskey Foote (voce, chitarra)

### Con i Lost Breed
- 1989 – Wino Daze (demo) (voce)
- 1993 – The Evil in You and Me (cori nel brano Coffin Cheater)
- 2021 – Speak No Evil (voce, chitarra)

### Altri
- 1997 – Shine – Shine (singolo) (voce, chitarra)
- 2003 – Place of Skulls – With Vision (voce, chitarra)
- 2011 – Premonition 13 – Switchhouse / Crossthreaded (singolo) (voce, chitarra)
- 2011 – Premonition 13 – 13 (voce, chitarra, basso)
- 2005 – Victor Griffin – Late for an Early Grave (voce, chitarra)

### Collaborazioni
- 1998 – Artisti Vari – Metal Injection (A Lethal Dose Of Heavy Metal Mayhem) (voce e chitarra nel brano Powertime degli Shine)
- 2001 – The Mystick Krewe of Clearlight – Free... / The Father, the Son and the Holy Smoke (voce e chitarra EBow)
- 2001 – Clutch – Pure Rock Fury (chitarra solista nel brano Red Horse Rainbow, chitarra nel brano Brazenhead)
- 2002 – Sixty Watt Shaman – Reason to Live (chitarra nel brano All Things Come to Pass)
- 2003 – Solace – 13 (voce e chitarre; chitarra solista nel brano Indolence)
- 2004 – Paul Chain – Unreleased Vol. 2 (raccolta) (voce nei brani Bloodwing e Nibiru Dawn)
- 2004 – Probot – Probot (voce, chitarra nel brano The Emerald Law)
- 2004 – Shepherd – The Coldest Day (chitarra nei brani Thursday, Saturday; voce e chitarra nel brano Sunday)
- 2004 – Artisti Vari – MTV2 Headbangers Ball Volume 2 (chitarra solista nel brano My Tortured Soul (Live From Headbangers Ball) dei Probot)
- 2005 – Wall of Sleep – Sun Faced Apostles (chitarra solista nel brano From the Bottom of These Days)
- 2006 – Wooly Mammoth – The Temporary Nature (chitarra nel brano Mammoth Bones)
- 2006 – Joe Lally – There To Here (chitarra nei brani The Resigned e Billiards)
- 2007 – Bad Preachers / Ironboss – Bad Preachers / Ironboss (split) (voce e chitarra nel brano Walk Like A Man degli Ironboss)
- 2010 – Earthride – Something Wicked (voce, chitarra nel brano Supernatural Illusion)
- 2012 – COR – Snack Platt Orrer Stirb (chitarra nel brano Sägeln)
- 2013 – Witches of God – The Blood of Others (voce nel brano The Horror)
- 2015 – Saviours – Hot Rails to Hell (singolo) (voce addizionale)
- 2016 – Navajo Witch – Ghost Sickness (voce nel brano March Toward Death)
- 2020 – Red Mesa – The Path to the Deathless (voce e chitarra nel brano Disharmonious Unlife)